# Концевич, Станислав Владимирович
Станисла́в Влади́мирович Конце́вич (род. 24 июня 1964, Ленинград) — советский и российский актёр, мастер дубляжа.

## Биография
Родился 24 июня 1964 года в Ленинграде.
В 1983 году окончил Ленинградский электромеханический техникум. В 1990 году окончил ЛГИТМиК, курс Заслуженного деятеля искусств Ефима Падве. В 1990—1994 гг. преподавал актёрское мастерство в ЛГИТМиКе. В 2002 году записал альбом «Гена Лягушкин и птица Додо».
С 1994 года занимается дубляжом и озвучиванием российских и зарубежных фильмов. Его голосом говорили Николас Кейдж, Уилл Смит, Том Хэнкс, Джордж Клуни, Джек Николсон, Хэнк Азария, Том Круз, Ричард Гир, Тим Аллен и другие. Первой его работой стала роль Харрисона Форда в фильме «Беглец», которую он озвучивал под руководством Людмилы Акимовны Демьяненко на киностудии «Ленфильм».
С 2003 по 31 марта 2004 года был голосом ТРК «Петербург».
С 2010 по 2014 год — актёр Российского Академического Большого драматического театра им. Г. А. Товстоногова.

## Театр

### БДТ
- «Королева красоты» М. Макдонах (Пато Дули)
- «Пешком» С. Мрожек (Поручик Зелинский)
- «Мера за меру» У. Шекспира (Помпей)

## Роли в кино
- 1989 — Двадцать минут с ангелом — Базильский, скрипач
- 1991 — Шаги императора — аудитор
- 1992 — Комедия строгого режима — зэк Лившиц
- 1998—2006 — Улицы разбитых фонарей — Вадим Дмитриевич Иванов («Чарующие сны», 1 сезон), бандит «Клык» («Королева бензоколонки» 4 сезон), «Шах» (7 сезон)
- 2005 — Бандитский Петербург. Фильм 7. Передел — Сергей Максимов
- 2005 — Сонька Золотая ручка — Казимир Тобольский
- 2006 — Столыпин… Невыученные уроки — Владимир Львович Бурцев
- 2006 — Первый дома — картёжник
- 2007 — Дело чести — Сазонов
- 2007 — Слепой-3 — Куратор
- 2007 — Тайны следствия-7 — начальник ОБЭП
- 2008 — Гончие-2 — генерал
- 2008—2011 — Литейный — смотрящий
- 2008 — Ментовские войны— 4 — Свиридов (фильм 2 «Провокатор»)
- 2009 — Брачный Контракт — Степан Скоков
- 2009 — Версия — Штыров
- 2009 — Фокусник — редактор
- 2010 — Сонька. Продолжение легенды — Казимир Тобольский
- 2011 — Возмездие — Друг Максима
- 2011 — Защита свидетелей — «Шмага»
- 2012 — ППС — Хомутов (в 6 серии)
- 2013 — Три мушкетёра — Франсуа, секретарь Ришельё
- 2013 — Тайны следствия-13 — следователь Верилов
- 2014 — Григорий Р. — Джордж Уильям Бьюкенен
- 2014 — Викинг-2 — следователь военной прокуратуры
- 2015 — Белая стрела. Возмездие — Виктор Николаевич Козлов, врач (2-я серия «Проклятое место»)
- 2015 — Великая — Позье, ювелир Елизаветы Петровны
- 2016 — Такая работа — Максим Лернер, отец Антона
- 2016 — Шаман. Новая угроза — Кальцман (фильм № 2 «Волк из одиночки»)
- 2017 — Пять минут тишины — кадровик
- 2017 — Крылья Империи — Моисей Соломонович Урицкий
- 2018 — Мельник — Дмитрий Захарович Метелин («Зима»), вор в законе
- 2019 — Лев Яшин. Вратарь моей мечты — Вадим Святославович Синявский
- 2019 — Рюриковичи (документальный цикл) — Сергий Радонежский
- 2020 — Адмиралы района — Иван Михайлович Мамонтов («Мамонт»), криминальный авторитет (8-я серия)
- 2021 — Шугалей 3 — полковник ЛНА

## Дубляж и закадровое озвучивание

### Николас Кейдж
- 1996 — Скала — Стэнли Гудспид
- 1997 — Без лица — Кастор Трой (изначально)/Шон Арчер
- 1997 — Воздушная тюрьма — Кэмерон По
- 1998 — Глаза змеи — Рик Санторо
- 1999 — Воскрешая мертвецов — Фрэнк Пирс
- 1999 — 8 миллиметров — Том Уэллс
- 2002 — Говорящие с ветром — Джо Эндерс
- 2004 — Сокровище нации — Бен Гейтс
- 2007 — Сокровище нации: Книга тайн — Бен Гейтс
- 2010 — Ученик чародея — Бальтазар Блейк
- 2021 — Хозяин — Уолтер
- 2023 — Схватка с дьяволом — пассажир

### Уилл Смит
- 2003 — Плохие парни 2 — Майк Лоури
- 2004 — Я, робот — Дэл Спунер
- 2008 — Хэнкок — Джон Хэнкок
- 2008 — Семь жизней — Тим Томас
- 2012 — Люди в чёрном 3 — Джеймс Эдвардс / Агент J
- 2013 — После нашей эры — Сайфер Рэйдж[3]
- 2015 — Защитник — доктор Беннет Омалу

### Том Хэнкс
- 1992 — Их собственная лига — Джимми Дуган (СТС-Петербург, 6-й канал — закадр. перевод)
- 2006 — Код да Винчи — Роберт Лэнгдон
- 2009 — Ангелы и Демоны — Роберт Лэнгдон
- 2012 — Облачный атлас — доктор Генри Гуз, менеджер, Айзек Сакс, Дермот Хоггинс, актёр, Захри Бейли
- 2015 — Шпионский мост — Джеймс Донован
- 2016 — Инферно — Роберт Лэнгдон
- 2017 — Секретное досье — Бен Брэдли
- 2020 — Грейхаунд — капитан Эрнест Краузе
- 2020 — Новости со всего света — капитан Джефферсон Кайл Кидд
- 2022 — Мой ужасный сосед — Отто (дубляж СНГ)

### Харрисон Форд
- 1993 — Беглец — доктор Ричард Кимбл (дубляж «Ленфильм»)
- 1997 — Самолёт президента — президент США Джеймс Маршалл
- 1998 — Шесть дней, семь ночей — Квинн Харрис, пилот самолёта
- 1999 — Паутина лжи — сержант Датч Ван ден Брук
- 2000 — Что скрывает ложь — доктор Норман Спенсер
- 2003 — Голливудские копы — Детектив-сержант Джо Гэвилан
- 2008 — Индиана Джонс и королевство хрустального черепа — Индиана Джонс (закадровой перевод Кравец-Рекордс)
- 2015 — Звёздные войны: Пробуждение силы — Хан Соло[4]
- 2019 — Звёздные войны: Скайуокер. Восход — Хан Соло
- 2023 — Индиана Джонс и Колесо судьбы — Индиана Джонс (Flarrow Films)

### Джордж Клуни
- 2002 — Солярис — Крис Кельвин
- 2011 — Мартовские иды — губернатор Моррис
- 2015 — Земля будущего — Фрэнк Уокер
- 2016 — Да здравствует Цезарь! — Бэрд Уитлок
- 2019 — Уловка-22 — Шайскопф (также половина мужских ролей, закадровой перевод по заказу LostFilm)
- 2020 — Полночное небо — Августин Лофтхаус

### Другие озвучивания
- 1982 — Рыцарь Дорог — Дэвон Майлз, КАРР, роли второго плана, голос в начале заставки сериала (дубляж 1997 года)
- 1994 — Клиент — доктор Гринуэй
- 1995 — Башни Фолти — Бэзил Фоути
- 1997 — Титаник — Кэл Хокли (дубляж 1998 и 2012 года)
- 1997 — Один дома 3 — Бертон Джерниган, бандит
- 1997 — Лучше не бывает — Мелвин Удал Джек Николсон
- 1997 — Достучаться до небес — Закадровый перевод (все мужские роли)
- 1998 — Армагеддон — Оскар
- 1998 — Улицы разбитых фонарей — Борис Власов (Андрей Павловец) (серия «Многая лета»)
- 1998—1999 — Новая семейка Аддамс — Гомес Аддамс, Ларч
- 1999 — Универсальный солдат 2: Возвращение — Люк Деваро
- 1999 — Бриллиантовый полицейский — Дикон
- 2000 — Шестой элемент — Билл Клинтон
- 2001 — Агент национальной безопасности 3 — озвучивание перевода на русский язык, водитель грузовика (Дмитрий Конокотов) (серия «Клятва Гиппократа»)
- 2001 — Чёрный ворон — завотделением наркологии (Пётр Кожевников), озвучивание краткого содержания предыдущих серий
- 2001 — Эволюция (фильм) — Гарри Блок
- 2001—2002 — Крот — Юрий Иванович (Константин Спасский)
- 2002 — Особое мнение — Джон Андертон (Том Круз)
- 2002 — Миллионер поневоле — Эмилио Лопез
- 2002 — Люди в чёрном 2 — Кевин Браун / Агент K
- 2002 — С меня хватит — Джо
- 2003 — Блондинка в законе — Эмметт Ричмонд
- 2003 — Питер Пэн — Капитан Крюк
- 2003 — Лига выдающихся джентльменов — Капитан Немо
- 2003 — Терминатор-3: Восстание машин — T-850 / Терминатор (В главной роли Арнольд Шварценеггер)
- 2003 — Слёзы солнца — Кэлли Лейк
- 2003 — Однажды в Мексике — Билли Чемберс (Микки Рурк)
- 2003 — Пираты Карибского моря: Проклятие Чёрной жемчужины — Твигг, закадровый голос
- 2004 — Соседка — Келли
- 2004 — Вокруг света за 80 дней — инспектор Фикс
- 2004 — Лемони Сникет: 33 несчастья — граф Олаф
- 2004 — Послезавтра — Джек Холл
- 2004 — Тайное окно — Тэд Милнер
- 2004—2011 — Отчаянные домохозяйки — Майк Дельфино
- 2005 — Три икса 2: Новый уровень — Джордж Декерт
- 2005 — Автостопом по галактике — Зафод Библброкс
- 2005 — Звёздные войны. Эпизод III: Месть ситхов — генерал Гривус
- 2005 — Иллюзия полета — Маркус Рич
- 2005 — Царство Небесное — Король Балдуин IV
- 2005 — Твои, мои и наши — Френк Бирдсли
- 2006 — Казино Рояль — Алекс Димитриос
- 2007 — Пираты Карибского моря: На краю Света — Сяо Фэнь
- 2007 — Пекло — капитан Канеда
- 2008 — Австралия — Дровер
- 2008 — Знакомьтесь: Дэйв — Дэйв
- 2008 — Сказки на ночь — эпизодические персонажи
- 2009 — Суррогаты — Том Грир
- 2010 — Перси Джексон и похититель молний — Аид
- 2010 — Трон: наследие — Кевин Флинн, Клу
- 2011 — Игра престолов — Тайвин Ланнистер (дубляж Amedia)
- 2011 — 7 дней и ночей с Мэрилин — Артур Миллер
- 2012 — Белые волки — второстепенные роли
- 2012 — Мачо и ботан — Доминго
- 2013—2020 — Агенты «Щ.И.Т.» — Кэлвин Забо, Президент Эллис, Доктор Холден Рэдклифф, Инок, Тариан (дубляж Невафильм)
- 2013 — Крепкий орешек: Хороший день, чтобы умереть — Джон Макклейн[3]
- 2013 — Перси Джексон и Море чудовищ — Хирон
- 2013 — Невероятная жизнь Уолтера Митти — Шон О’Коннел
- 2013 — Спасти мистера Бэнкса — Дон ДаГради
- 2014 — Отель «Гранд Будапешт» — Дж. Джоплинг
- 2014 — Need for Speed: Жажда скорости — Монарх
- 2014 — Другая женщина — Фрэнк
- 2014 — Мачо и ботан 2 — Призрак
- 2014 — Стражи Галактики — Танелиир Тиван / Коллекционер
- 2014 — Ночь в музее 3 — Хью Джекман
- 2014 — Добро пожаловать в рай — Рой
- 2015 — Золушка — эрцгерцог
- 2015 — Отель «Мэриголд». Заселение продолжается — Гай Чемберс (Ричард Гир)
- 2015 — Полтергейст — Карриган Бёрк
- 2015 — Хитмэн: Агент 47 — Ле Клерк
- 2015 — Бегущий в лабиринте: Испытание огнём — Хорхе (Джанкарло Эспозито)
- 2016 — Мир Дикого Запада — Человек в чёрном (Эд Харрис)
- 2017 — Стражи Галактики. Часть 2 — Эго, отец Питера Квилла (Курт Рассел)
- 2017 — Убийство в «Восточном экспрессе» — Герхард Хардман (Уиллем Дефо)
- 2018 — Бегущий в лабиринте: Лекарство от смерти — Хорхе (Джанкарло Эспозито)
- 2018 — Мстители: Война бесконечности — Танелиир Тиван / Коллекционер (Бенисио Дель Торо)
- 2018 — Кристофер Робин — Алан, отец Кристофера (Тристан Старрок)
- 2019 — Ким Пять-с-плюсом (фильм) — Доктор Драккен (Тодд Стэшвик)

## Мультфильмы
- 1947 — Весёлые и беззаботные — закадровый вокал
- 1960 — Лилипуты и великаны — Reldresal
- 1977 — Множество приключений Винни-Пуха — рассказчик
- 1987, 1990 — Утиные истории — Дакворт, Обжора Гавс (дубляж «Невафильм» 2004 год)
- 1990 — Утиные истории: Заветная лампа — Мерлок, Дакворт
- 1990 — 1991 — Чудеса на виражах — Самосвал, разные персонажи (Невафильм)
- 1990—1998 — Мир Бобби
- 1991—1995 — Чёрный Плащ — Антиплащ (в серии «Ресторан „Тихая Заводь“»), Джонни Ти-Рекс (последние 2 серии, дубляж 2007 студии Невафильм)
- 1992—1997 — Кот Ик
- 1992—1997 — Люди X — Логан, Циклоп и др, читает название серий, титры и название сериала. (закадровый перевод)
- 1994—1995 — Аладдин — Айам Агул, Махтар, Фазир (Невафильм)
- 1994 — Бетховен
- 1994 — Принцесса-лебедь — Принц Дерек (Невафильм)
- 1994 — Война Тануки в периоды Хэйсэй и Помпоко — закадровое озвучивание (половина мужских ролей)
- 1995—1998 — Жизнь с Луи — Энди Андерсон
- 1995—1997 — Фриказоид!
- 1995 — История игрушек — Базз Лайтер
- 1996—1998 — Кряк-Бряк — Гвамки, Кент Пауэрс
- 1997—1998 — Принцесса Сисси
- 1997—1999 — 101 далматинец — диктор в нескольких сериях, читает финальные титры
- 1997 — Принцесса-лебедь: Тайна замка — Дерек
- 2000 — Переменка — диктор
- 1998—1999 — Геркулес — Аид
- 1999 — История игрушек 2 — Базз Лайтер, двойник Базза
- 2000 — Неисправимый Гуфи
- 2000 — Приключения Тигрули — рассказчик
- 2000 — Базз Лайтер из звёздной команды: Приключения начинаются — Базз Лайтер
- 2000 — Русалочка 2: Возвращение в море — Себастьян
- 2000 — Любимчик учителей — диктор
- 2000 — Приключения Базза Лайтера из звездной команды[англ.] — Базз Лайтер
- 2001—2002 — Мышиный дом — Аид
- 2001 — Последняя фантазия: Духи внутри — капитан Грей Эдвардс
- 2001 — Корпорация монстров — руководитель Отдела страха
- 2001 — Дом злодеев. Мышиный дом — Джафар, Аид
- 2001 — Ясон и герои Олимпа — Юпитер
- 2002 — Питер Пэн 2: Возвращение в Нетландию — Эдвард
- 2003 — Книга джунглей 2 — Фланки
- 2003 — Стюарт Литтл — мистер Фредерик Литтл
- 2003 — В поисках Немо — Филип Шерман
- 2003 — 101 далматинец 2: Приключения Патча в Лондоне — эпизод
- 2003—2006 — Лило и Стич
- 2003 — Ким Пять-с-Плюсом: Борьба во времени
- 2004 — Винни-Пух: Весенние денёчки с малышом Ру — рассказчик
- 2004 — Подводная братва — Белая акула Дон Лино
- 2005 — Цыплёнок Цыпа — Цыплёнок Цыпа в киношном образе
- 2006 — Тачки — Боб Катлас, губернатор Калифорнии, Хэмм, снегоочиститель, Эмиль Блох
- 2006 — Большое путешествие — директор цирка
- 2008 — Мухнём на Луну
- 2008 — ВАЛЛ-И — AUTO
- 2008 — Сезон охоты 2 — Фифи
- 2008—2014 — Звёздные войны: Войны клонов — генерал Гривус, Рифф Тамсон, Рако Хардин,  Квай-гон Джин
- 2008—2012 — Мультачки: Байки Мэтра — шаттл Роджер
- 2009 — Облачно, возможны осадки в виде фрикаделек — продюсер новостей погоды
- 2010 — Чёрная Пантера
- 2010 — Железный человек: Экстремис
- 2010 — Сезон охоты 3 — Алистер
- 2010 — История игрушек: Большой побег — Базз Лайтер
- 2010 — День и Ночь — голос по радио
- 2010 — 2013 — Чёрный квадрат — Немалевич
- 2011 — Смурфики — Гаргамель
- 2011 — Супер-кролик Реккит
- 2011 — Гавайские каникулы — Базз Лайтер
- 2011 — Смешарики. Начало — Босс Носор
- 2012 — Великий Человек-паук — Дракула
- 2012 — Самозванец — Базз Лайтер
- 2012 — Ральф — Марковский, М. Байсон
- 2012 — Веселозавр Рекс — Базз Лайтер
- 2013 — Команда «Мстители» — Потусторонний, Таддеус Росс / Красный Халк, доктор Спектрум, Красный Череп (2 сезон)
- 2013 — Турбо — Хлыст
- 2013 — Смурфики 2 — Гаргамель
- 2013 — Халк и агенты СМЭШ — Н’Канту / Живая мумия
- 2013 — История игрушек и ужасов! — Базз Лайтер
- 2013 — Звёздные войны: Хроники Йоды — Атака джедая
- 2013 — За тридевять земель — The Feather King (swedish)
- 2014 — Звёздные войны: Повстанцы — Гранд Инквизитор
- 2015 — Странные чары — Болотный царь
- 2015 — Драконы: Гонки по краю — Вигго Гримборн
- 2016 — Сезон охоты 4: Страшно глупо — Шо
- 2017 — Рапунцель: Новая история — король Фредерик
- 2017 — Команда Турбо — Хлыст
- 2018 — Утиные истории — Джим Дроздлинг / Антиплащ (первый Чёрный Плащ), Лунарис (в сериях «Что же произошло с Деллой Дак?» и «Золотое копьё»), Фарис Джинн (в серии «Истинная ценность найденной Лампы»), Джонни и Рэнди
- 2018 — Царевны — Кощей Бессмертный
- 2018 — Ральф против интернета — Базз Лайтер
- 2019 — История игрушек 4 — Базз Лайтер
- 2019—2020 — Три кота — Капитан
- 2022 — Три кота и море приключений — Управляющий отелем
- 2025 — Кот Савелий — кот Савелий

## Закадровое озвучивание
- 1969 — Замороженный (озвучивал Луи де Фюнеса; перевод осуществлён по заказу Регионального телевидения Санкт-Петербурга — транслировался на канале Останкино в середине 90-х)
- 1969 — Любовь моя, помоги мне — Джованни Макиавелли (роль Альберто Сорди) (закадровый перевод «Пятого канала»)
- 1978 — Охотник на оленей — треть мужских ролей (закадровое озвучивание «Нева-1», 1995 г.)
- 1989 — Годзилла против Биолланте
- 1991 — Годзилла против Кинга Гидоры
- 1991 — Санта-Барбара — СиСи Кэпвелл[3][5]
- 1992 — Их собственная лига — Джимми Дуган (СТС-Петербург, 6-й канал)
- 1994 — Форрест Гамп — мужские роли (закадровый перевод)
- 2008 — Сыны анархии (LostFilm)
- 2008 — Санитары подземелий 2: Охота за Чёрным квадратом — Сержант Хартман
- 2009 — Сверхъестественное (Кроули, LostFilm)
- 2009 — Касл
- 2009 — Узник
- 2009 — Визитёры
- 2010 — 2013 — Спартак: Кровь и песок (LostFilm)
- 2011 — Счастливчик Луи
- 2011 — Игра престолов (Amedia; с 1 по 4 сезоны)
- 2011 — Уилфред (LostFilm)
- 2013 — Агенты «Щ.И.Т.» (LostFilm)
- 2013 — Викинги (LostFilm)
- 2014 — Готэм (LostFilm)
- 2014 — Чёрные паруса — Тоби Стивенс (LostFilm)
- 2014 — Фарго (LostFilm)
- 2015 — Ходячие мертвецы (Истман, LostFilm)
- 2015 — Слепое пятно (LostFilm)
- 2015 — Нарко (LostFilm)
- 2015 — Эш против зловещих мертвецов (Jaskier)
- 2016 — Симпсоны (с 28 сезона, Jaskier/Good People)
- 2019 — Сага о Винланде (Аскелад /Второстепенные персонажи, Amber)
- 2019 — Мандалорец (Lostfilm)
- 2021 — Соколиный глаз — Уилсон Фиск / Кингпин, второстепенные персонажи (HdRezka)
- 2022 — Оби-Ван Кеноби — Гранд-Инквизитор (Flarrow Films)

## Озвучивание аудиокниг
- В зоне тумана (А. Гравицкий)
- Война миров (Г. Уэллс)
- Доктор Живаго (Б. Пастернак)
- Ольга Баумгертнер «Коготь Дракона»
- Вишневый сад, Дядя Ваня, Три сестры, Чайка (А. П. Чехов)
- Дубровский (А. С. Пушкин)
- Союз рыжих (А. К. Дойль) — аудиоверсия рассказа в интерактивной книге SHERLOCK: Interactive Adventure
- Алеф (Пауло Коэльо)
- Кольцо обратного времени (Сергей Снегов)
- Нездешний (Дэвид Геммел)
- Гена Лягушкин и птица Додо
- Девушка с татуировкой дракона (Стиг Ларссон)
- Девушка, которая играла с огнём (Стиг Ларссон)
- Девушка, которая взрывала воздушные замки (Стиг Ларссон)
- Девушка, которая застряла в паутине (Давид Лагеркранц, Стиг Ларссон)
- Искусство любить (Эрих Фромм)
- Голландский дом (Энн Пэтчетт)
- Управление вниманием (Александр Король)
- Трактат «Частоты» (Александр Король)
- Игрок (Федор Достоевский)